# Barbara Stamm

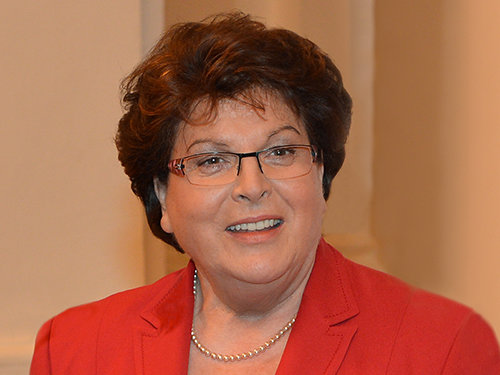
Barbara Stamm, 2015

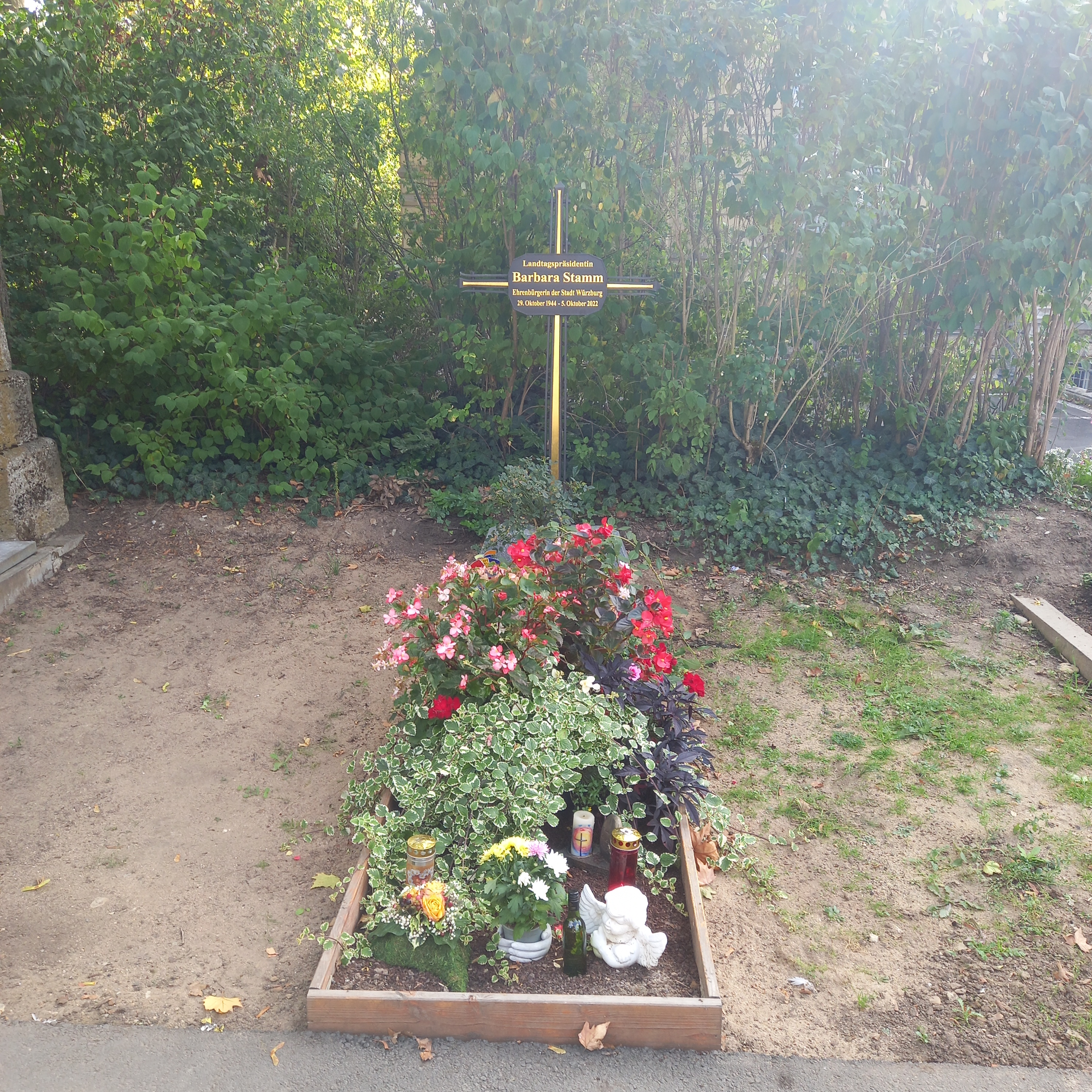
Das Grab von Barbara Stamm auf dem Hauptfriedhof Würzburg

Barbara Stamm (geborene Stocker; * 29. Oktober 1944 in Bad Mergentheim; † 5. Oktober 2022 in Würzburg) war eine deutsche Politikerin (CSU) und
von 2008 bis 2018 Präsidentin des Bayerischen Landtags, dem sie bereits seit 1976 angehört hatte.
Von 1987 bis 1994 amtierte Stamm als Staatssekretärin im Arbeits- und Sozialministerium und 1994 bis 2001 als bayerische Sozial- und Gesundheitsministerin. Von 1998 bis 2001 war sie stellvertretende Ministerpräsidentin Bayerns.
Von 1993 bis 2017 war Stamm als stellvertretende Vorsitzende Mitglied in Präsidium und Parteivorstand der CSU.

## Leben
Barbara Stamm wurde als Tochter einer gehörlosen Schneiderin geboren. Sie kam nach der Geburt zu Pflegeeltern. Dies erfuhr sie erst mit acht Jahren, als sie nach der Heirat ihrer Mutter mit einem Hörenden zu ihr zurückkehren sollte. Bis zum Beginn ihrer Lehre hatte sie einen Amtsvormund und lebte zeitweise im Heim, weil ihr gewalttätiger Stiefvater sie immer wieder verprügelte.
Barbara Stamm absolvierte in Gemünden am Main eine Ausbildung zur Kindergärtnerin und Hortnerin (heute: Erzieherin) und arbeitete bis 1970 in diesem Beruf, die letzten vier Jahre beim bischöflichen Jugendamt in Würzburg als Referatsleiterin für die Ausbildung der Gruppenleiterinnen in der Jugendarbeit. Zudem war sie ehrenamtlich im Bistum Würzburg aktiv. Nach der Geburt ihres ersten Kindes arbeitete sie in Teilzeit weiterhin als Erzieherin. Dieser berufliche Hintergrund trug dazu bei, dass sie die ehrenamtliche Funktion der Vorsitzenden des Lebenshilfe-Landesverbandes Bayern innehatte. Zwischen 1974 und 1989 leitete sie, auch neben ihrer Tätigkeit im Landtag, das Schifferkinderheim Würzburg. 2008 erkrankte sie an Brustkrebs.
Bei der jährlichen Faschingsveranstaltung Fastnacht in Franken wurde ihr über viele Jahre eine besondere Darbietung der Gebrüder Narr gewidmet, die jeweils ein neues Lied über sie vorstellten.
Barbara Stamm war mit Ludwig Stamm verheiratet, der beim Würzburger Arbeitsamt Berater für behinderte Menschen war. Das Ehepaar hatte drei Kinder. Tochter Claudia Stamm (* 1970) ist Journalistin und Politikerin und war bayerische Landtagsabgeordnete für Bündnis 90/Die Grünen.
Barbara Stamm starb am 5. Oktober 2022 nach langer Krankheit im Alter von 77 Jahren in Würzburg.

## Politik

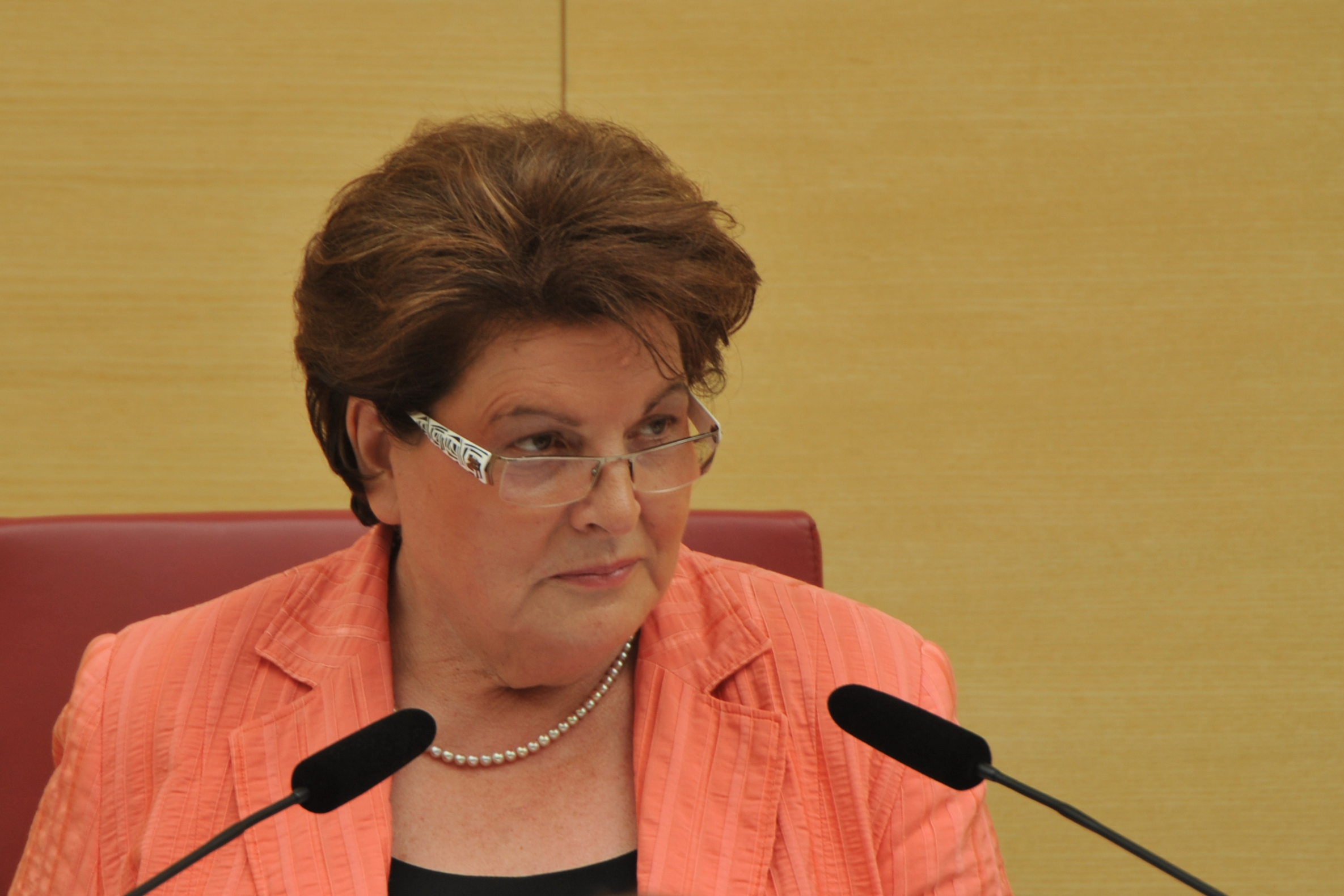
Stamm als Landtagspräsidentin bei einer Sitzung des Landtags (2012)

Stamm war seit 1969 CSU-Mitglied und von 1972 bis 1987 Mitglied des Würzburger Stadtrats. 1976 zog sie als Nachrückerin über die Liste in den Bayerischen Landtag ein, dem sie insgesamt 42 Jahre bis 2018 angehörte. Sie steht damit auf Rang 3 der dienstältesten Landtagsabgeordneten Deutschlands – hinter Thomas Goppel (CSU, Bayern) und Bernd Ravens (parteilos, Bremen).
Im Landtag arbeitete sie zunächst im Umweltausschuss, später im Ausschuss für Sozial-, Gesundheits- und Familienpolitik. Von September 1987 bis Oktober 1994 war sie Staatssekretärin im Arbeits- und Sozialministerium. 1993 wurde sie zur stellvertretenden Parteivorsitzenden der CSU gewählt und ein Jahr später von Ministerpräsident Edmund Stoiber zur bayerischen Sozial- und Gesundheitsministerin ernannt. Von 1998 bis 2001 war Stamm zudem stellvertretende Ministerpräsidentin Bayerns.
1990 trat Stamm für die CSU als OB-Kandidatin für Würzburg an, bekam aber mit Jürgen Weber Konkurrenz aus der eigenen Partei, der nach seinem Austritt aus der CSU mit der neugegründeten Würzburger Liste als OB-Kandidat antrat. Stamm erreichte im ersten Wahlgang nur den dritten Platz und zog deshalb nicht in die Stichwahl ein.
2001 trat sie wegen des BSE-Skandals als Ministerin zurück, blieb aber stellvertretende Parteivorsitzende und wurde 2003 zur Vizepräsidentin des Bayerischen Landtags gewählt. Am 20. Oktober 2008 wurde sie als Nachfolgerin von Alois Glück Präsidentin des Bayerischen Landtags. 2013 wurde sie wiedergewählt. Zur Landtagswahl 2018 trat Barbara Stamm erneut auf Platz 1 der Liste ihrer Partei in Unterfranken an, konnte aber trotz vieler Zweitstimmen nicht wieder in den Landtag einziehen, da der CSU aufgrund der vielen Direktmandate kein Listenmandat zustand. Ihre Nachfolgerin als Landtagspräsidentin wurde Ilse Aigner.
Bei den Umfragen zum BayernTrend erzielte Stamm in den letzten Jahren immer wieder Spitzenwerte: 2014 und 2015 landete sie auf Platz 1, 2016 hinter Dieter Reiter auf Platz 2 und 2017 mit ihm gleichauf wieder auf Platz 1. Laut der im Januar 2018 veröffentlichten BayernTrend-Umfrage war sie wieder die beliebteste Politikerin Bayerns.
Barbara Stamm war Vorsitzende der Richterwahlkommission des Bayerischen Landtags und Mitglied der Enquete-Kommission „Integration in Bayern aktiv gestalten und Richtung geben“. Sie war außerdem Vorsitzende des Verwaltungsrats des Bayerischen Rundfunks. Des Weiteren war sie Mitglied im Kuratorium der Stiftung der Jakob-Fugger-Medaille des Verbandes der Bayerischen Zeitungsverleger, die in Erinnerung an den Augsburger Kaufherrn Jakob Fugger in unregelmäßigen Abständen für „hervorragende Verdienste und außerordentliche Leistungen in der Zeitschriftenpresse“ verliehen wird.
Von 2006 bis Oktober 2014 war Stamm Vizepräsidentin des Familienbund der Katholiken. Sie war viele Jahre Mitglied des Zentralkomitees der deutschen Katholiken und hat dort viele wegweisende Beiträge geliefert. Von 2001 bis zu ihrem Tod war sie Vorsitzende der Lebenshilfe für Menschen mit geistiger Behinderung – Landesverband Bayern – und seit 2014 Präsidentin des Bayerischen Volkshochschulverbandes. Außerdem war Stamm Vorsitzende des Kuratoriums der Bayerischen Kinderhilfe Rumänien e. V., Mitglied des Beirats des Bayernbunds, Vorsitzende des Bundes der Pfalzfreunde sowie Namensgeberin der Akademie Barbara Stamm auf dem Gelände des Klosters Maria Bildhausen, einem Zentrum zu Fort- und Weiterbildung beruflich und privat engagierter Menschen in den Bereichen Pflege, Soziales und Ehrenamt.
Barbara Stamm wurde in erster Linie als Sozialpolitikerin wahrgenommen. Sie hat nie vergessen, was sie als Kind und in ihrer Jugend erlebt hatte. Sie setzte sich dafür ein, die ungleichen Startbedingungen von Kindern auszugleichen, und machte sich stark für Chancengerechtigkeit und die Unterstützung von Familien. Zu ihren Themen gehörten die Einrichtung von Frauenhäusern und Notrufen bei häuslicher Gewalt, Gleichstellung und Inklusion, Erziehungsgeld und Ganztagsschule, Hilfe für Alleinerziehende und Verbesserung der Mütterrente. Stamm bezog den Bereich Prävention in sozialpolitische Lösungen mit ein und verstand es, die unterschiedlichen Lebenslagen und -situationen der Menschen differenziert zu diskutieren. Schon als Stadträtin und auch als Landtagsabgeordnete setzte sie sich auch parteiübergreifend für Frauen-, sozial- und bildungspolitischen Fortschritt ein. Noch als Landtagspräsidentin erreichte sie 2009 die Einrichtung einer Kinderkrippe für die Kinder von Landtagsangehörigen und 2016 des Kinderhauses MiniMaxi für Kinder bis zum Schulbeginn.

## Auszeichnungen
- 1990: Verdienstkreuz am Bande des Verdienstordens der Bundesrepublik Deutschland
- 1997: Ehrendoktorwürde der Medizinischen und Pharmazeutischen Universität Victor Babeș
- 1997: Ehrenbürgerin der Stadt Timișoara
- 1999: Bayerische Verfassungsmedaille in Gold
- 2000: Offizier des Sterns von Rumänien
- 2000: Europäischer Karlspreis der Sudetendeutschen Landsmannschaft
- 2001: Schlesierschild
- 2004: Medaille für besondere Verdienste um Bayern in einem Vereinten Europa
- 2007: Ehrenplakette des Bundes der Vertriebenen
- 2009: Medaille für Verdienste um die Bayerische Justiz
- 2009: Johann Christian von Hofenfels-Medaille
- 2010: Ehrenring der Stadt Würzburg
- 2014: Simon-Snopkowski-Preis
- 2015: Prinz-Eugen-Nadel der Landsmannschaft der Banater Schwaben[17]
- Bayerischer Verdienstorden
- 2018: Kommandeur des Sterns von Rumänien[18]
- 2019: Ehrenbürgerin von Würzburg[19]
- 2019: päpstlicher Gregoriusorden
- 2024: Benennung der Barbara-Stamm-Straße in München Freimann[20]